# Jacob Bakema
Jacob Berend Bakema (Groningen, 1914. március 3. – Rotterdam, 1981. február 20.) holland építész. Ő és hivatalbeli társa, Johannes Hendrik van den Broek számos nagy városépítési  projektet irányítottak Észak-Németországban és Hollandiában (Niederland). A CIAM szervezet résztvevő tagja, továbbá az 1953 - 1981 közt tevékenykedő TEAM 10 (Team X) nevű építészcsoportnak is.

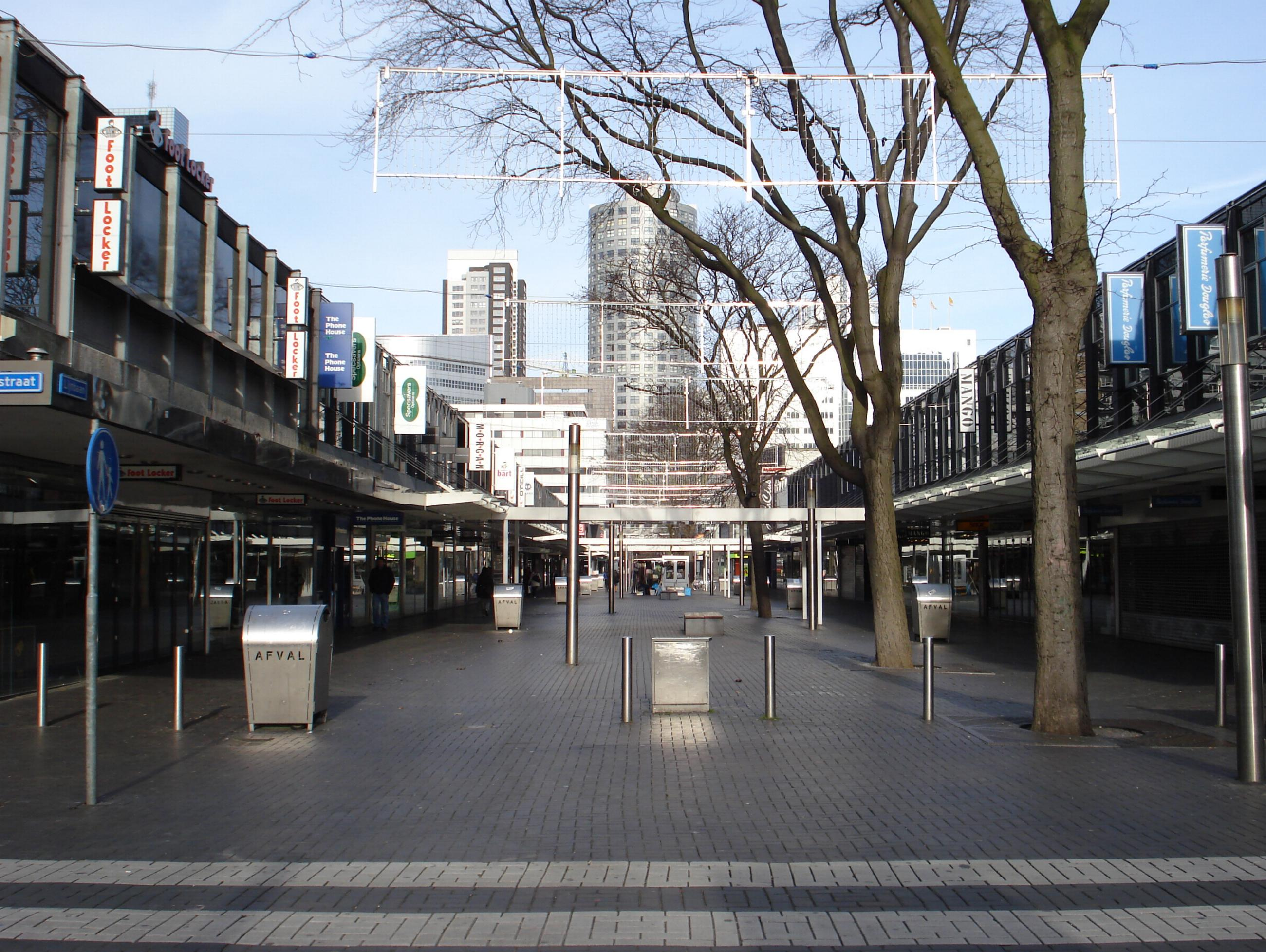
Gyalogoszóna Lijnbaan i (1950),

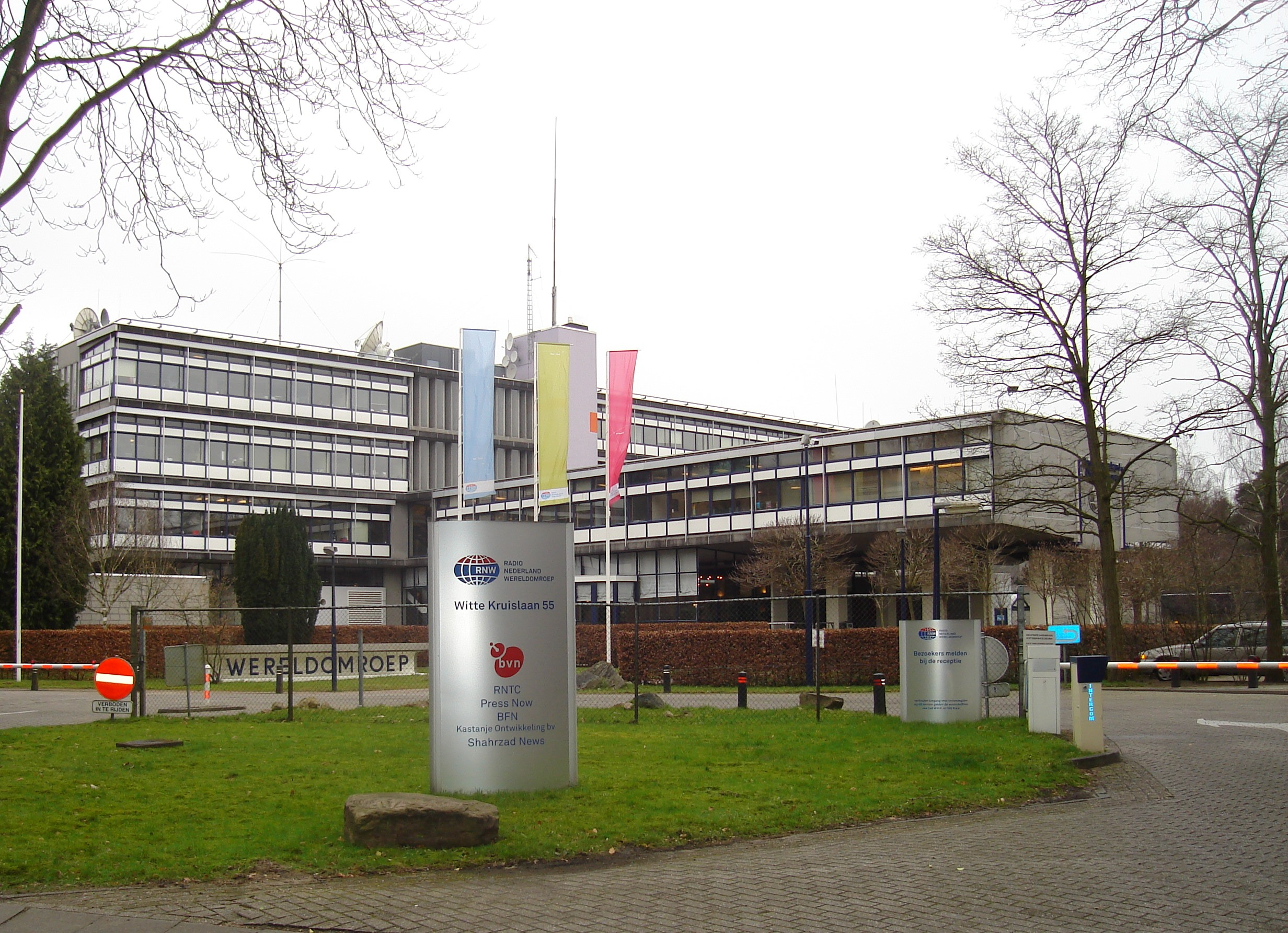
Radio Nederland Weltrundfunkgebäude (1956–1961)

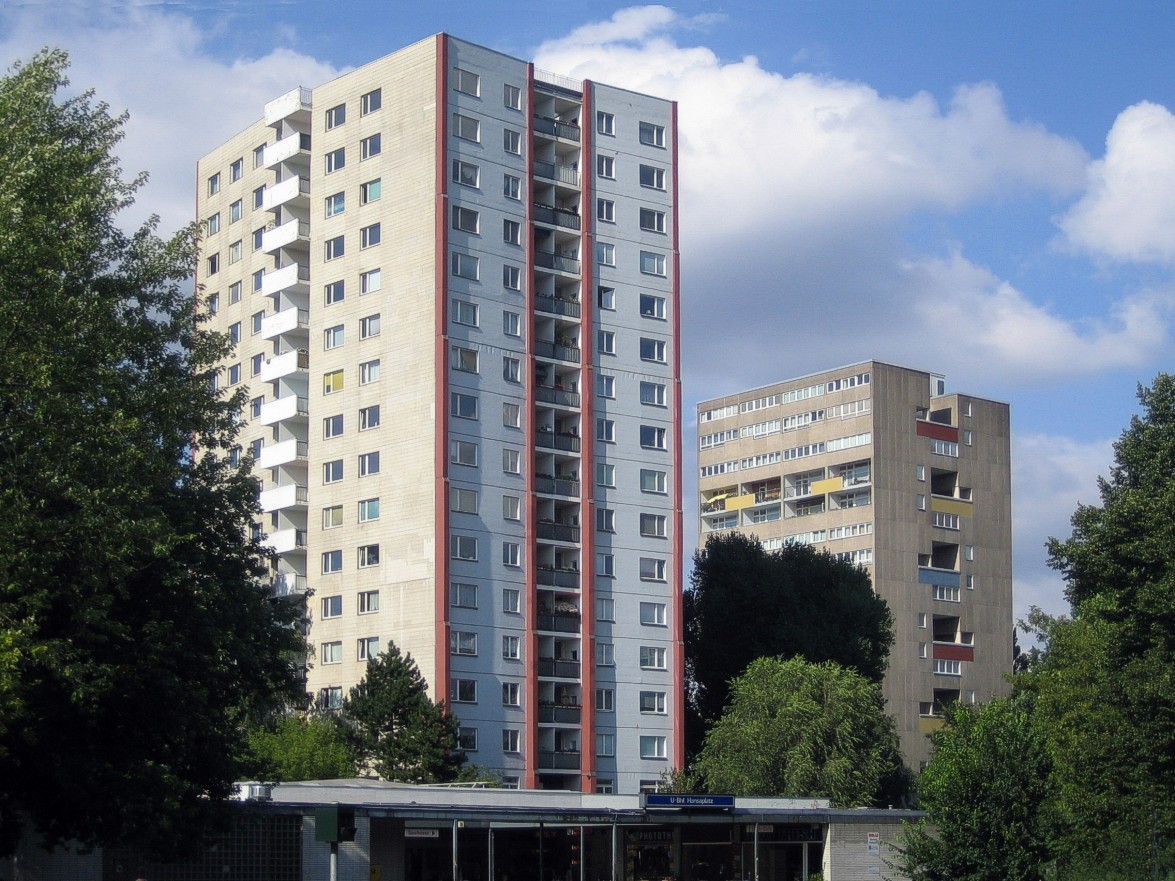
Punkthochhaus (rechts) im Hansaviertel, Berlin (1960)

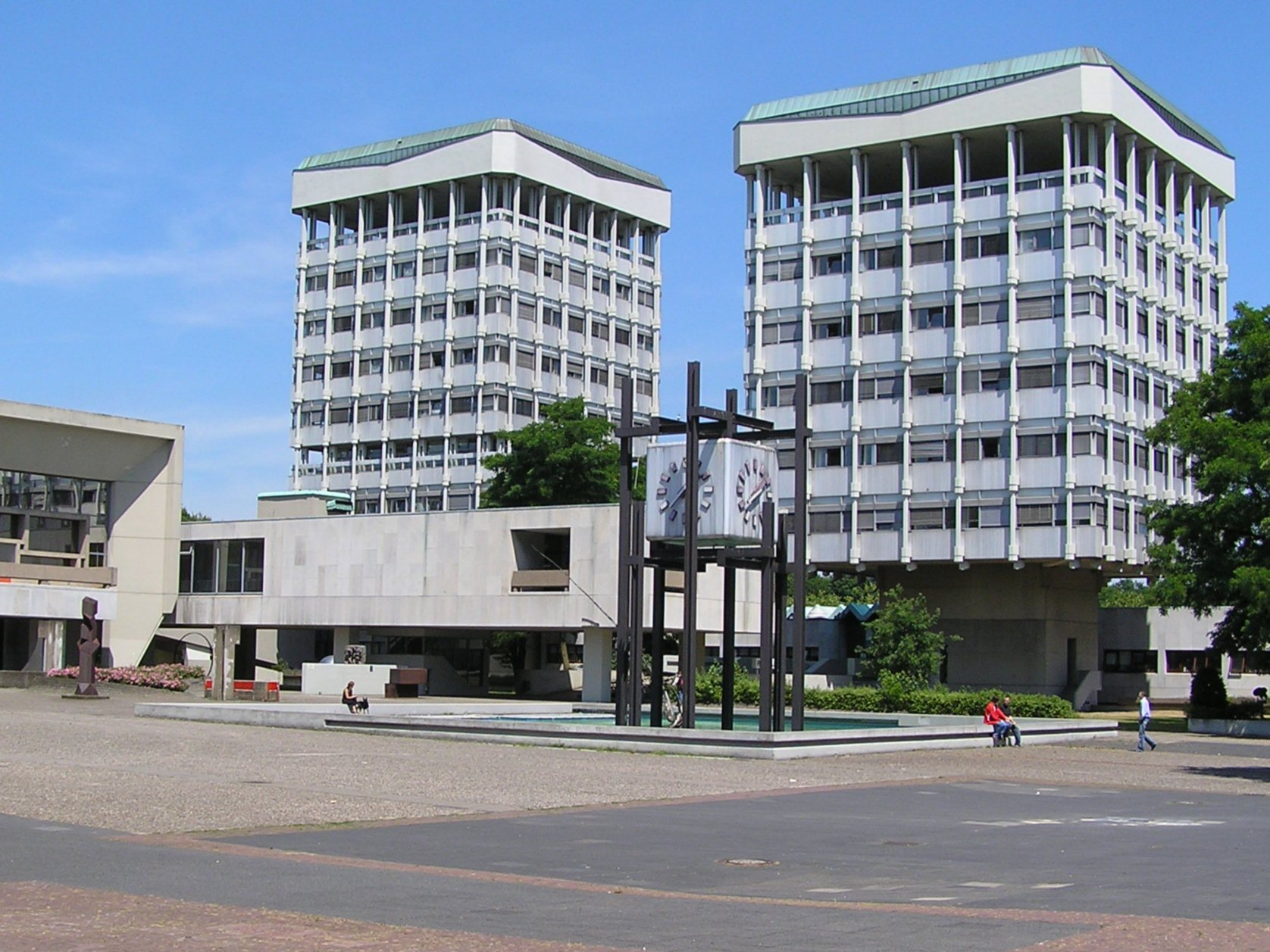
Rathaus in Marl (1960–1965)

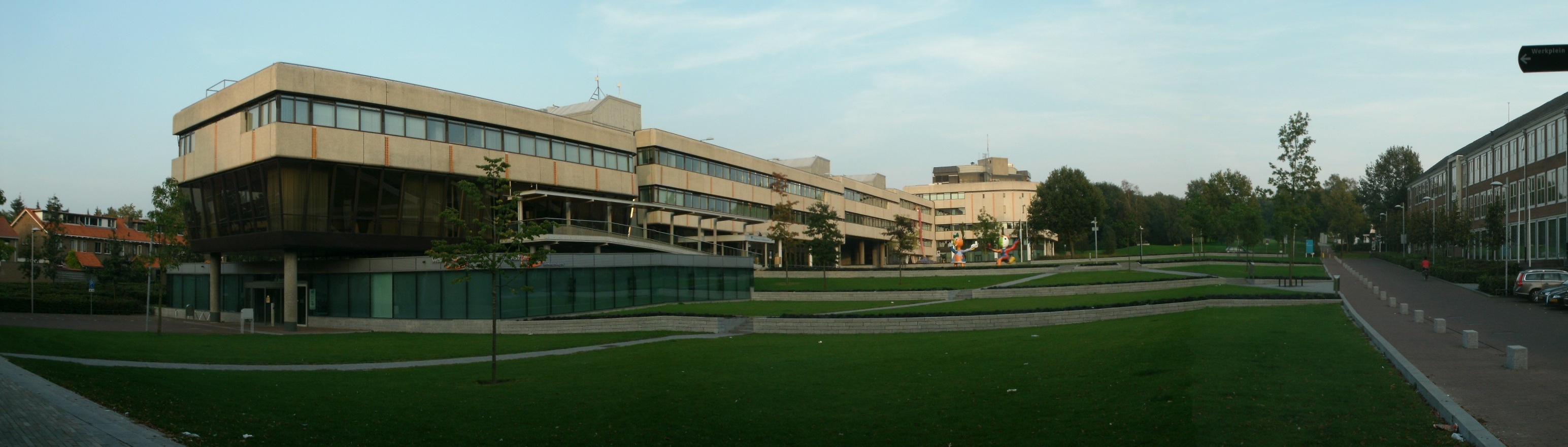
Gemeentehuis Ede (1965–1976)

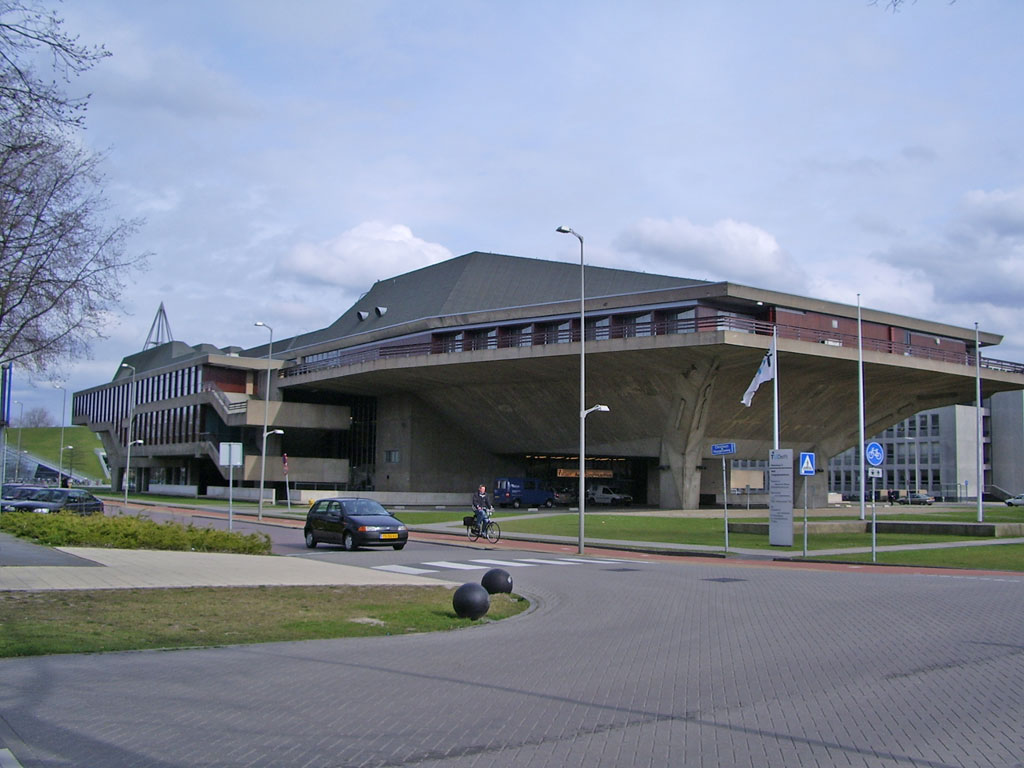
Aula TU Delft (1966)

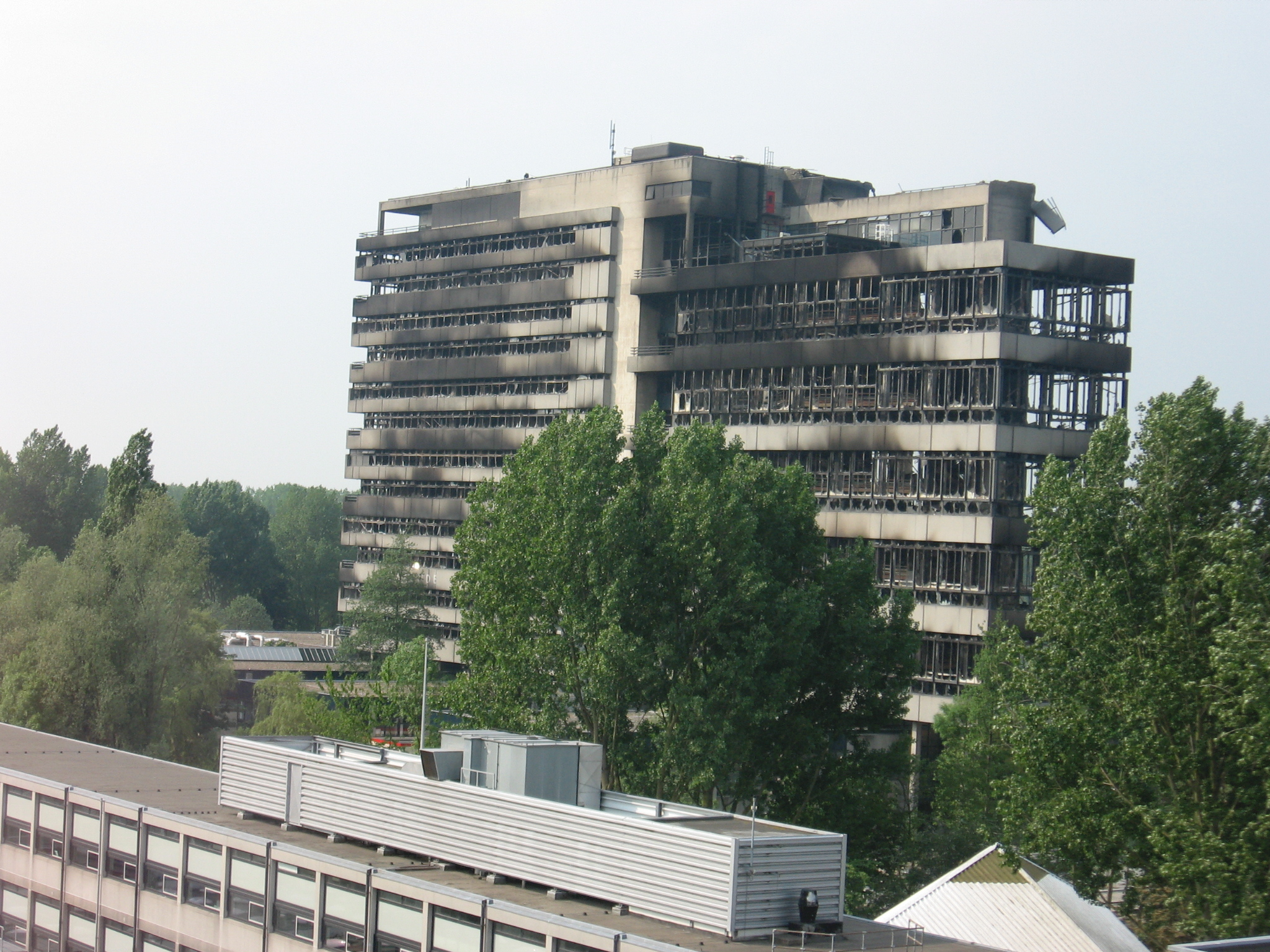
Architekturfakultät der TU Delft (1970)

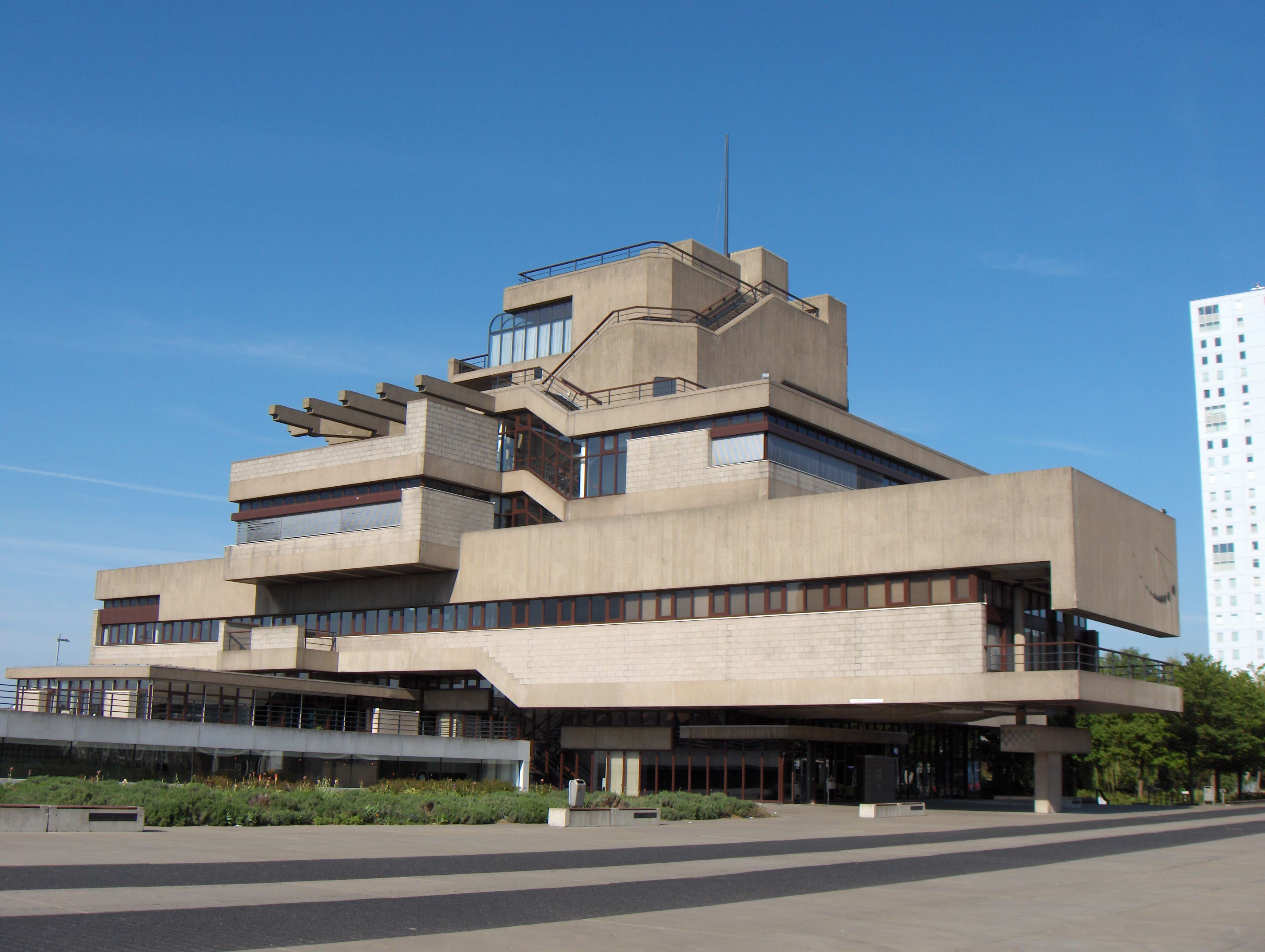
Rathaus Terneuzen 1973

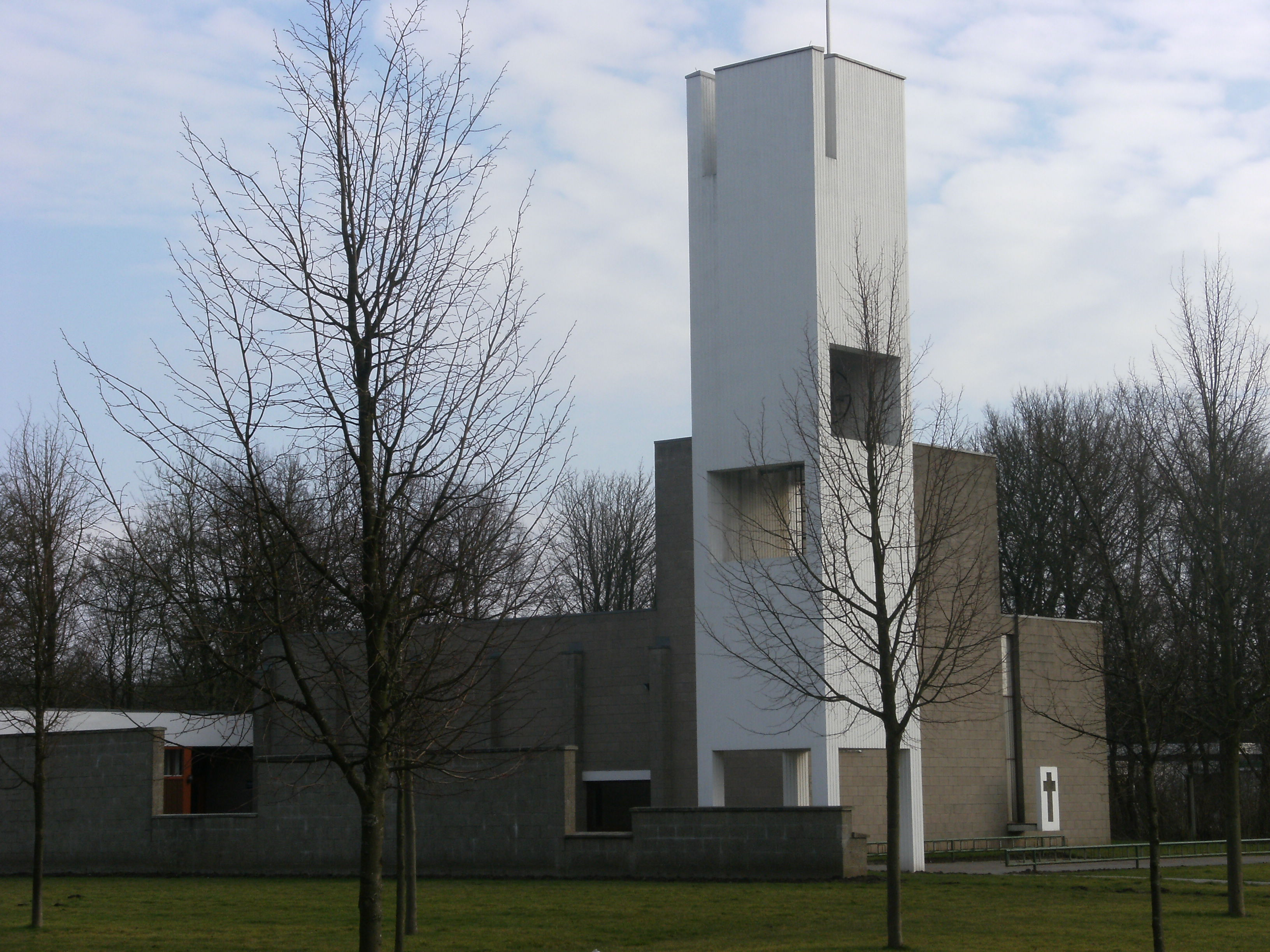
Kirche in Nagele (1954–1958)

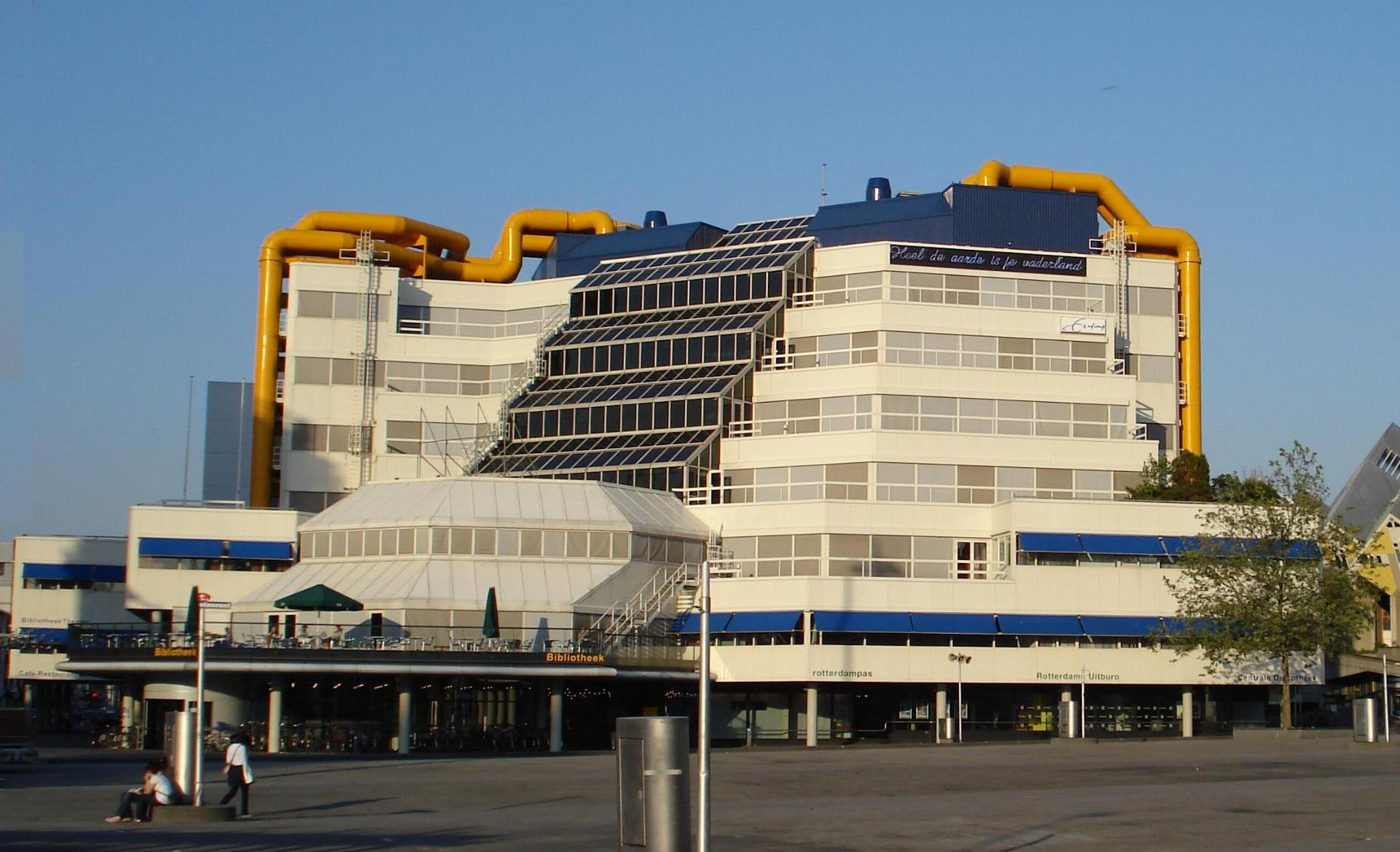
Centrale Bibliotheek Rotterdam (1980)

## Életrajza, munkássága
Bakema egyszerű környezetből származott, s a  groningeni Technischen Schule tanítványa volt. A későbbi feleségét is itt ismerte meg, aki ugyanott művészetet tanult. Bakema családi környezetén keresztül ismerkedett meg a Krisnamúrtis tanokkal.  
Bakema befejezésül tanulmányait az mszterdami Akademián fejezte be, 1941-ben, egy Mart Stam mellett készített projekttel, és ettől kezdve az ottani építészeti hivatalnál (Stadtbauamt) dolgozott.
A második világháború után változtatott munkahelyén, a rotterdami Stadtbauamthoz, és ettől az időtől vett részt a CIAM szervezetében. 1948-ban Michiel Brinkmann irodájában jelentkezett  Bakema és Johannes Hendrik van den Broek. (A Bakema and van den Broek építészeti iroda alapítója Michiel Brinkman, akinek főműve a Spangen lakótelep Rotterdamban (1919-1920).
Az iroda ezt követően alakult nemzetközileg elismertté, a modern építészeti törekvések úttörőjévé. Bakema a CIAM-ból kivált új építészeti irányzat, a Team X vezető egyénisége. A második világháború után készített lakóépületei a korábbi, 1930-as hollandiai építészeti hagyományokat viszi tovább. Mint a Zeitschrift Forum (1959–1963) szerkesztője, Hollandiábn számos építészeti vitát tartott. Ezek fő gondolata (Grundidee), amely számos lakásépítési programjában is megjelent, a wachsende Haus, azaz a változó (növekvő, átalakuló) ház (lakás), amely az iparosított lakásépítési szabványosításához (standardisierten Hauskern) kapcsolódott.
Bakema építészetében a tartalom-forma egységen belül hangsúlyt kap a forma, amely visszahat a funkcióra, a társadalmi együttélés struktúráira. Műveiben, elsősorban városépítészeti együtteseinél a tiszta és logikus szerkezeti rendszer nagyvonalú, és kifejező tér-tömeg szervezettel társul.

## Megvalósult munkái
- 1948–1951: Raktárépület Firmen ter Meulen, Wassen und van Vorst - Rotterdam, Bierstraat
- 1949–1953: Raktárközpont De Lijnbaan - Rotterdam
- 1949–1953: Filmszinházt ́Venster - Rotterdam, Gouvernestraat
- 1950: Mozi - Hengelo
- 1950–1958: Klein Driene együttes - Hengelo
- 1951: Hoving lakóház - Drachten
- 1951–1953: Műhely és raktárépület „Holland-America-Lijn“ - Wilhelminapier in Rotterdam
- 1956–1961: Rádióközpont - Hilversum, Witte Kruislaan 55
- 1956–1965: Lakónegyed - Leeuwarden Nord
- 1951–1962: Laboratorium - Technischen Universität Delft
- 1954–1958: Raktárküzpont és templom - Nagele
- 1955–1959: Teraszházegyüttes - Vrederust Ost in Den Haag
- 1957: Városháza átépítése - Brielle
- 1957–1959: Nord-Kennemerland regionális terve (mit J. M. Stokla-val)
- 1957–1958: Orvoslakás - Middelharnis[14]
- 1957–1960: Magasház - Hansaviertel, Berlin-Tiergarten, Bartningallee 7 (mit J. M. Stokla)
- vor 1958: Zeilenwohnbauten in Breda[15]
- 1960: Euromast kilátótorony - Rotterdam
- 1960–1965: Városháza - Marl
- 1961: Hamburg-Steilshoop beépítési terve
- 1961: van Buchem lakóház -Rotterdam[16]
- 1961: Forum Leverkusen tervpályázati terve[17]
- 1961: tervpályázat Neuen Stadt Wulfen[18]
- 1962: Siedlung Eindhoven-Woensel (Projekt)
- 1962: Werkhalle der Fa. Welzenes in Spijkenisse[19]
- 1963: Reformierte Kirche in Schiedam
- 1963–1972: Rathaus in Terneuzen
- 1964–1966: Studentenclub Hermes in Rotterdam
- 1964–1966: Wohnhaus Valk in Nieuwerkerk aan den IJssel
- 1965: Studienprojekt Pampus
- 1965–1967: Wohnhaus Van Ierland . Rotterdam
- 1965–1976: városháza - Ede
- 1966: Aula der TU - Delft
- 1966–1974: Kórház - Apeldoorn
- 1968–1970: Niederländischer Pavillon der Weltausstellung Ōsaka
- 1969–1975: Freizeitzentrum Bos en Strand in Horst-America
- 1970: Architekturfakultät der TU Delft (2008 abgebrannt)[20]
- 1970–1972: Rechenzentrum in Amstelveen[21]
- 1971–1976: Erasmus – Colleg in Zoetermeer
- 1973: Haus Seckendorff auf den Bahamas, Westindien
- 1973: Städtisches Zentrum Eindhoven (mit Herman Hertzberger)
- 1980: Zentralbibliothek Rotterdam

## Weblinks
- Silvio Franke, Sandy Hahn: Die Architektur von van den Broek und Bakema (PDF; 10,6 MB)
- Website des Büros Broek-Bakema